# هارولد نورس
هارولد نورس (بالإنجليزية: Harold Norse)‏ (6 يوليو 1916، نيويورك في الولايات المتحدة - 8 يونيو 2009، سان فرانسيسكو في الولايات المتحدة)؛ شاعر، كاتب، مترجم وروائي أمريكي.